# Nikola Matas
Nikola Matas (Sinj, 22. lipnja 1987.) bivši je hrvatski nogometaš koji je igrao na poziciji desnog beka. 